# Fluorannite
La fluorannite è un minerale appartenente al gruppo delle miche.

## Etimologia
Il nome deriva dalla composizione chimica: è ricco di fluoro ed ha struttura simile all'annite.